# Мардаголимова, Светлана Камильевна
Светла́на Ками́льевна Мардаголи́мова (род. 22 декабря 1975, Ленинград) — российская сценаристка и режиссёр-аниматор. Одна из ведущих сценаристов проекта «Смешарики».

## Биография
Родилась 22 декабря 1975 года в Ленинграде.
С 2003 года работает на студии компьютерной анимации «Петербург», сперва как одна из художников-аниматоров. С 2004 года участвует в проекте «Смешариков» как сценарист и режиссёр. Первая серия, снятая по её сценарию — «Живые часы».
С 2002 по 2016 год работала на студии анимационного кино «Мельница» как художник по лэй-аутам. Принимала участие в создании мультфильма «Карлик Нос».
Впервые выступила режиссёром в серии «Азбуки здоровья» — «Экономия времени».
Является режиссёром многих коммерческих мультсериалов, таких как «Фиксики» и «Простоквашино», а также сценаристом проектов «Тима и Тома», «Дракоша Тоша» и «Оранжевая корова».
С 2012 по 2013 год была ведущим сценаристом проекта «Смешарики. Новые приключения». Идея о создании персонажа Панди принадлежит Мардаголимовой.
В 2018 году была номинирована на национальную анимационную премию «Икар» в номинации «эпизод» за сериал «Малышарики».

## Фильмография

### Сценарист
- 2004—2012; 2018, 2020—2023 — Смешарики

| Список серий классического сериала «Смешарики», сценарии к которым были написаны Светланой Мардаголимовой: | Список серий классического сериала «Смешарики», сценарии к которым были написаны Светланой Мардаголимовой: | Список серий классического сериала «Смешарики», сценарии к которым были написаны Светланой Мардаголимовой: | Список серий классического сериала «Смешарики», сценарии к которым были написаны Светланой Мардаголимовой: | Список серий классического сериала «Смешарики», сценарии к которым были написаны Светланой Мардаголимовой: |
| № серии | Название                                                                                                   | Режиссер серии                                                                                             | Примечания                                                                                                 | Год производства                                                                                           |
| --- | --- | --- | --- | --- |
| 36 | Живые часы                                                                                                 | Константин Бирюков                                                                                         | Сценарий был отредактирован Алексеем Лебедевым                                                             | 2005 |
| 56 | −41 °C | Алексей Горбунов                                                                                           | — | 2006 |
| 59 | ОРЗ | Константин Бирюков                                                                                         | — | 2006 |
| 101 | Настоящие ценности                                                                                         | Олег Мусин                                                                                                 | — | 2008 |
| 102 | Счастьемёт                                                                                                 | Роман Соколов                                                                                              | — | 2008 |
| 108 | Самое главное                                                                                              | Олег Мусин                                                                                                 | — | 2008 |
| 111 | Не может быть                                                                                              | Роман Соколов                                                                                              | — | 2008 |
| 114 | Без никого                                                                                                 | Алексей Горбунов                                                                                           | — | 2008 |
| 115 | Красный день календаря                                                                                     | Андрей Колпин, Анна Борисова                                                                               | — | 2008 |
| 116 | Забыть всё                                                                                                 | Олег Мусин                                                                                                 | — | 2008 |
| 131 | Только горы                                                                                                | Константин Бирюков                                                                                         | — | 2009 |
| 133 | Сомнамбула                                                                                                 | Илья Максимов                                                                                              | — | 2009 |
| 175 | Туризм | Светлана Мардаголимова                                                                                     | — | 2010 |
| 178 | Ты — есть                                                                                                  | Светлана Мардаголимова                                                                                     | — | 2010 |
| 190 | Инкогнито                                                                                                  | Александра Аверьянова                                                                                      | — | 2011 |
| 194 | Место в истории                                                                                            | Константин Бирюков                                                                                         | — | 2011 |
| 199 | На память                                                                                                  | Светлана Мардаголимова                                                                                     | — | 2011 |
| 211 | Рецепт счастья                                                                                             | Светлана Мардаголимова                                                                                     | Написала сценарий совместно с Анной Палкиной                                                               | 2012 |
| 218 | Вид сверху. Часть 2                                                                                        | Джангир Сулейманов                                                                                         | Только сюжет «Наследники»                                                                                  | 2018 |
| 225 | Домашнее животное                                                                                          | Олег Мусин                                                                                                 | — | 2019 |
| 230 | Табу | Светлана Мардаголимова                                                                                     | — | 2020 |
| 231 | У вас недостаточно памяти                                                                                  | Александра Ковтун                                                                                          | — | 2020 |
| 233 | Скатерть-самозванка                                                                                        | Константин Бирюков                                                                                         | — | 2020 |
| 241 | Сила бездействия                                                                                           | Алексей Горбунов                                                                                           | — | 2020 |
| 249 | Старинный новогодний обычай                                                                                | Светлана Мардаголимова                                                                                     | — | 2020 |
| 254 | Карантин                                                                                                   | Олег Мусин                                                                                                 | — | 2020 |
| 264 | Гусений | Светлана Мардаголимова                                                                                     | — | 2021 |
| 265 | Переводчик                                                                                                 | Светлана Мардаголимова                                                                                     | — | 2021 |
| 267 | Большая книга снов                                                                                         | Светлана Мардаголимова                                                                                     | — | 2021 |
| 284 | Подушки безопасности                                                                                       | Александра Ковтун                                                                                          | — | 2021 |
| 285 | Охота на тигра                                                                                             | Денис Чернов                                                                                               | — | 2021 |
| 289 | Окрошка | Олег Мусин                                                                                                 | — | 2022 |
| 291 | Зверинец                                                                                                   | Андрей Бахурин                                                                                             | — | 2022 |
| 293 | Сияние марципанов                                                                                          | Светлана Мардаголимова                                                                                     | — | 2022 |
| 298 | Обратная связь                                                                                             | Екатерина Штурмак                                                                                          | — | 2022 |
| 314 | Культура                                                                                                   | Светлана Мардаголимова                                                                                     | — | 2022 |

- 2012—2013 — Смешарики. Новые приключения

| Список серий сериала «Смешарики. Новые приключения», сценарии к которым были написаны Светланой Мардаголимовой: | Список серий сериала «Смешарики. Новые приключения», сценарии к которым были написаны Светланой Мардаголимовой: | Список серий сериала «Смешарики. Новые приключения», сценарии к которым были написаны Светланой Мардаголимовой: | Список серий сериала «Смешарики. Новые приключения», сценарии к которым были написаны Светланой Мардаголимовой: |
| № серии | Название | Режиссер серии                                                                                                  | Год производства                                                                                                |
| --- | --- | --- | --- |
| 21 | Вместо меня | Анна Борисова                                                                                                   | 2012 |
| 22 | Дикарь | Олег Мусин | 2012 |
| 23 | Степанида | Олег Мусин | 2013 |
| 25 | Одно из двух | Алексей Минченок                                                                                                | 2013 |
| 26 | Нюша и медведь                                                                                                  | Александра Аверьянова                                                                                           | 2013 |
| 30 | Пандянка | Наталья Мирзоян                                                                                                 | 2013 |
| 32 | ЛюБибимые игрушки                                                                                               | Екатерина Салабай, Екатерина Шутова                                                                             | 2013 |
| 33 | Печенье судьбы                                                                                                  | Марина Мошкова                                                                                                  | 2013 |
| 35 | Большой переворот                                                                                               | Константин Бирюков                                                                                              | 2013 |
| 36 | Очень большие неприятности                                                                                      | Наталья Мирзоян                                                                                                 | 2013 |
| 38 | Детский сад | Андрей Бахурин                                                                                                  | 2013 |
| 39 | Наследство | Анатолий Лавренишин                                                                                             | 2013 |
| 40 | Без вопросов | Андрей Бахурин                                                                                                  | 2013 |
| 41 | Эликсир взрослости                                                                                              | Александра Аверьянова                                                                                           | 2013 |
| 42 | Мармадюк | Александра Аверьянова                                                                                           | 2013 |
| 43 | Билет в один конец                                                                                              | Олег Мусин | 2013 |
| 46 | Дуэль | Александра Аверьянова                                                                                           | 2013 |
| 47 | Новая жизнь | Олег Мусин | 2013 |
| 50 | Умный дом | Андрей Бахурин                                                                                                  | 2013 |
| 51 | Добрая фея | Марина Мошкова                                                                                                  | 2013 |
| 52 | Симулянты | Екатерина Салабай                                                                                               | 2013 |
| 55 | Мастер беспорядка                                                                                               | Катерина Савчук                                                                                                 | 2013 |
| 56 | Большие планы                                                                                                   | Александра Аверьянова                                                                                           | 2013 |
| 57 | Ёжик в медвежьей шкуре                                                                                          | Олег Мусин | 2013 |

- 2015—2021 — Тима и Тома
- 2015—наст. время — Малышарики
- 2017—наст. время — Дракоша Тоша
- 2018—наст. время — Оранжевая корова
- 2021 — Панда и Крош
- 2021—наст. время — Чуч-Мяуч
- 2022—наст. время — Мартышкины

### Режиссёр
- 2004—2012; 2020—2023 — Смешарики

| Список серий классического сериала «Смешарики», поставленные Светланой Мардаголимовой: | Список серий классического сериала «Смешарики», поставленные Светланой Мардаголимовой: | Список серий классического сериала «Смешарики», поставленные Светланой Мардаголимовой: | Список серий классического сериала «Смешарики», поставленные Светланой Мардаголимовой: | Список серий классического сериала «Смешарики», поставленные Светланой Мардаголимовой: |
| № серии                                                                                | Название                                                                               | Сценарист серии                                                                        | Примечания                                                                             | Год производства                                                                       |
| -------------------------------------------------------------------------------------- | -------------------------------------------------------------------------------------- | -------------------------------------------------------------------------------------- | -------------------------------------------------------------------------------------- | -------------------------------------------------------------------------------------- |
| 162                                                                                    | Экономия времени                                                                       | Дмитрий Яковенко                                                                       | —                                                                                      | 2008                                                                                   |
| 163                                                                                    | Бобслей—дело принципа                                                                  | Алексей Лебедев                                                                        | —                                                                                      | 2009                                                                                   |
| 175                                                                                    | Туризм                                                                                 | собственный сценарий                                                                   | —                                                                                      | 2010                                                                                   |
| 178                                                                                    | Ты—есть                                                                                | собственный сценарий                                                                   | —                                                                                      | 2010                                                                                   |
| 199                                                                                    | На память                                                                              | собственный сценарий                                                                   | —                                                                                      | 2011                                                                                   |
| 208                                                                                    | Чистый спорт                                                                           | Дмитрий Яковенко                                                                       | —                                                                                      | 2012                                                                                   |
| 211                                                                                    | Рецепт счастья                                                                         | собственный сценарий                                                                   | —                                                                                      | 2012                                                                                   |
| 233                                                                                    | Табу                                                                                   | собственный сценарий                                                                   | —                                                                                      | 2020                                                                                   |
| 242                                                                                    | Телепат                                                                                | Алексей Лебедев                                                                        | —                                                                                      | 2020                                                                                   |
| 252                                                                                    | Старинный новогодний обычай                                                            | собственный сценарий                                                                   | —                                                                                      | 2020                                                                                   |
| 255                                                                                    | Камыши                                                                                 | Алексей Лебедев                                                                        | —                                                                                      | 2021                                                                                   |
| 269                                                                                    | Паранормальное приключение                                                             | Дмитрий Яковенко                                                                       | —                                                                                      | 2021                                                                                   |
| 274                                                                                    | Гусений                                                                                | Дмитрий Яковенко                                                                       | —                                                                                      | 2021                                                                                   |
| 275                                                                                    | Переводчик                                                                             | собственный сценарий                                                                   | —                                                                                      | 2021                                                                                   |
| 277                                                                                    | Большая книга снов                                                                     | собственный сценарий                                                                   | —                                                                                      | 2021                                                                                   |
| 293                                                                                    | Сияние марципанов                                                                      | собственный сценарий                                                                   | —                                                                                      | 2022                                                                                   |
| 299                                                                                    | Самолёт и бабочки                                                                      | Дмитрий Яковенко                                                                       | —                                                                                      | 2022                                                                                   |
| 307                                                                                    | Шерсть                                                                                 | Вадим Бочанов                                                                          | —                                                                                      | 2022                                                                                   |
| 309                                                                                    | Шляпа                                                                                  | Вадим Бочанов                                                                          | —                                                                                      | 2022                                                                                   |
| 314                                                                                    | Культура                                                                               | собственный сценарий                                                                   | —                                                                                      | 2022                                                                                   |
| 322                                                                                    | Девушка в песках                                                                       | Алексей Лебедев                                                                        | —                                                                                      | 2023                                                                                   |
| 328                                                                                    | Берег там!                                                                             | Алексей Лебедев                                                                        | —                                                                                      | 2023                                                                                   |

- 2006—2012, 2017—наст. время — Смешарики. Азбуки
- 2010—2019 — Фиксики (серии «Степлер» и «Шариковая ручка»)
- 2011—2020 — Смешарики. ПИН-код (5, 8, 11 серии)
- 2015—наст. время — Малышарики
- 2018—наст. время — Монсики
- 2019 — Простоквашино (серия «Матроскин Блюз»)
- 2020 — Ася и Вася
- 2020—наст. время — Зебра в клеточку

### Художник-аниматор
- 2000 — Приключения в изумрудном городе (3 и 4 серии)
- 2003—2012 — Смешарики

### Художник лэй-аутов
- 2003 — Карлик Нос
- 2004 — Алёша Попович и Тугарин Змей
- 2006 — Добрыня Никитич и Змей Горыныч
- 2007 — Илья Муромец и Соловей-Разбойник
- 2008 — Котополис
- 2014 — Три богатыря. Ход конём
- 2015 — Иван Царевич и Серый Волк 3
- 2016 — Три богатыря и морской царь

### Художник по персонажам
- 2016 — Три богатыря и морской царь